# Стадион Тим Хортонс
Стадион Тим Хортонс (енгл. Tim Hortons Field) је вишенаменски стадион у Хамилтону, Онтарио, Канада. Изграђен као замена за стадион Ајвор Вејн. Тим Хортонс стадион се првенствено користи за канадски фудбал и фудбал, и дом је Хамилтон Тајгер кетса из Канадске фудбалске лиге и ФК Форџ из Канадске Премијер лиге. Током Панамеричких игара 2015. године, спомињао се као „СиАјБиСи Хамилтон Пан Ам фудбалски стадион”. Стадион је отворен у септембру 2014. године, два месеца након првобитно предвиђеног датума завршетка 30. јуна 2014. године.

## Историја

### Развој стадиона
Првобитни планови за стадион били су да буде главни пан-амерички стадион за фудбалске и атлетске догађаје. Међутим, спорови између власника Тајгер катса, Боба Јанга, организатора Панамеричких игара 2015. године, и града Хамилтона настали су око локације стадиона, између осталог, укључујући и то да ли стаза за трчање треба или не бити изграђена око предложеног стадиона у Хамилтону.
У 2012. години, организатори Пан Ам-а 2015. назначили су да ће, због финансијских ограничења, померити свој фокус на места и „кластере“ који би могли да се користе за више догађаја, што би могло елиминисати потребу за новим стадионом који би се користио само за фудбал, и предложили су још један стадион у кампусу „Универзитета Јорк”, који се провизорно назива „Атлетски стадион Јорк”, да буде домаћин атлетских такмичења. То, заједно са процесом заказивања који је имао догађаје у фудбалу и рагби седмици у различите дане (чиме се отвара могућност да БМО Филд у Торонту, у којем би била смештена такмичења рагбију зване седмица рагбија 2015. године, има потенцијал да се пројекат стадиона Хамилтон доведе у опасност. Без обзира на то, пројекат стадиона у Хамилтону је ишао према плану.
У јулу 2013. године објављено је да је Тим Хортонс, међународни ланац ресторана који је настао у Хамилтону педесетак година раније, стекао права на именовање стадиона.

### Изградња и отварање
Нови стадион је грађен током 2013. и почетком средине 2014. године на месту некадашњег Ајвор Вејн стадиона, који је у том процесу срушен, а отворен је за Канадски фудбал, Канадске фудбалске лиге (ЦФЛ) крајем 2014. године. Стадион тренутно прима отприлике 24.000 гледалаца за канадски фудбал, са потенцијалом проширења за повећање капацитета на више од 40.000 места за специјалне догађаје (као што је одржавање такмичења Греј куп) у будућности. Дизајн новог стадиона је такође повећао ширину терена за смештај фудбалских утакмица испуњавајући међународне стандарде ФИФА за фудбалске терене. Игралиште је преоријентисано за игру са исток-запад на оријентацију север-југ, повећана је ширина седишта и простор за ноге/ходник како би постао један од најпространијих међу канадским спортским објектима. Уграђена је обимна бежична комуникациона инфраструктура и тоалети као и додавање луксузних боксова и других модерних погодности. Подлога стадиона је вештачка трава коју је одобрила ФИФА и ЦФЛ.
ЦФЛ тим „Торонто Аргонаути” су одиграли две домаће утакмице на стадиону Тим Хортонс 2015. године, због њиховог поклапања термина одигравања утакмица са утакмицама плеј-офа МЛБ Торонто Блу Џејса, које су игране на истом стадиону. Стадион је такође повремено био домаћин специјалних утакмица за Хамилтонове аматерске фудбалске тимове, Хамилтон Хјурикенси из Канадске јуниорске фудбалске лиге играли су утакмицу на стадиону 2015. године, а фудбалски тим Мекмастер Мародерс је играо своје такмичење названим „Лејбор деј контест” 2016. на терену у двомеђу са Тајгер катс.] Урагани су се два пута враћали на терен 2017. године, при чему је ово друго било сопствено такмичење „Лејбор деј контест”.
У јануару 2015. године, „У Спортс” је доделио стадиону Тим Хортонс права домаћина за 52. и 53. Веније куп, који су одржани у новембру 2016. и новембру 2017. године.
 ФК Форге, нови фудбалски тим у власништву Тајгер катса, игра на стадиону у канадској Премијер лиги од 2019. године. Током сезоне 2019. Тим Хортонс Филд је био домаћин првог ЦПЛ меча у априлу, и првог финалног меча ЦПЛ у октобру.

## Значајнији спортски догађаји
| Датум                | Домаћин              | Резултат     | Гост                | Такмичење                          | Посећеност                                         |
| -------------------- | -------------------- | ------------ | ------------------- | ---------------------------------- | -------------------------------------------------- |
| 16. до 26. јун 2015. | 32. утакмице         | 32. утакмице | 32. утакмице        | Фудбал на Пан Ам играма 2015.      | н/п                                                |
| 26. новембар 2016.   | Калгари дајнос       | 26 : 31      | Лавал руж ет ор     | 52. Венијер кап                    | 7.115                                              |
| 24. јун 2017.        | Канада               | 28–28        | САД                 | Рагби Светски куп 2019.            | 13.138                                             |
| 25. новембар 2017.   | Вестерн мустангс     | 39 : 17      | Лавал руж ет ор     | 53. Венијер кап                    | 10.754                                             |
| 27. април 2019.      | ФК Форџ              | 1 : 1        | ФК Јорк9            | Канадска премијер лига 2019.       | 17.611                                             |
| 5. децембар 2021.    | ФК Форџ              | 0 : 1        | ФК Пацифик          | Канадска премијер лига 2021.       | 7.488                                              |
| 12. децембар 2021.   | Хамилтон тајгер кетс | 25 : 33      | Винипег блу бомберс | 108. Греј кап                      | 26.324                                             |
| 30. јануар 2022      | Канада               | 2 : 0        | Сједињене Државе    | Квалификације за СП у фудбалу 2022 | ~12.000 (50% капацитета због Ковид 19 рестрикције) |
| 13. март, 2022.      | Буфало сејберси      | 5 : 2        | Торонто мејпл лифси | 2022. херитаџ класик               | 26.119                                             |
| 14. март 2022.       | Хамилтон булдогс     | 3 : 0        | Ошава џенералс      | 2022. Хокеј на отвореном           | 12.587                                             |